# Лазарева, Галина Геннадьевна
Гали́на Генна́дьевна Ла́зарева (род. 24 мая 1971 года) — российский математик, специалист в области математического моделирования, член-корреспондент РАН (2016).

## Биография, карьера
Родилась в 1971 году в семье учёного-физика Г. И. Димова.
В 1994 году — получила диплом магистра в Новосибирском государственном университете (НГУ).
В 2003 году, по окончании аспирантуры в Институте вычислительных технологий СО РАН, — защитила кандидатскую диссертацию, тема: «Численное моделирование усиления ударных волн в пузырьковых средах».
С 2004 года — работает в Институте вычислительной математики и математической геофизики СО РАН (ИВМиМГ) на различных должностях, в настоящее время (2018 год) — главный научный сотрудник.
В 2008 году — присвоено учёное звание доцента.
В 2012 году — стала доктором физико-математических наук, тема докторской диссертации: «Математическое моделирование многофазной газодинамики с учётом гравитации на суперЭВМ».
В январе 2016 года — присвоено почётное учёное звание профессора РАН.
В октябре 2016 года — избрана членом-корреспондентом РАН по Отделению математических наук.
С 2019 — профессор Математического института им. С. М. Никольского Российского университета дружбы народов.

## Научная деятельность
Г. Г. Лазарева — специалист в области математического моделирования и создания на его основе комплексов программ для задач динамики многофазных сжимаемых сред и физики плазмы. Научные интересы связаны с математическим моделированием в механике сплошных сред, астрофизике, геологии и биологии.
Среди основных результатов:
- исследование нестационарных процессов в задачах механики многофазных сжимаемых сред в результате реализации полного цикла математического моделирования;
- разработка новых оптимальных экономичных алгоритмов с максимально возможной степенью параллелизуемости, которые учитывают специфику задачи.

Автор более 50 публикаций, в том числе:
- Berendeev E.A., Lazareva G.G., Vshivkov V.A., Dimov G.I., Ivanov A.V., Dudnikova G.I. // Mathematical and experimental simulation of a cylindrical plasma target trap with inverse magnetic mirrors // Journal of Plasma Physics, 2015, v. 81. № 5, Paper no. 495810512.
- Тутуков А. В., Лазарева Г. Г., Куликов И. М. // Газодинамика центрального столкновения двух галактик: слияние, разрушение, пролёт, образование новой галактики // Астрономический журнал, 2011, т. 88, № 9, стр. 837—851.
- Кедринский В. К., Шокин Ю. И., Вшивков В. А., Дудникова Г. И., Лазарева Г. Г. // Генерация ударных волн в жидкости сферическими пузырьковыми кластерами // Доклады Академии наук, 2001, т. 381, № 6, стр. 773—776.

## Преподавание, оргработа
Одновременно с исследовательской работой в ИВМиМГ, Г. Г. Лазарева преподаёт в двух вузах Новосибирска: на кафедре электрофизических установок и ускорителей физико-технического факультета НГТУ и на кафедре математического моделирования механико-математического факультета НГУ (в обоих университетах занимает должность профессора).
Является соавтором магистерской программы «Mathematical and Computer Modeling in Mechanics» на английском языке в НГУ. В 2014 году являлась членом команды проекта НГУ «Англоязычная программа „Applied Mathematics and Stochastics“».